# کانبان
کانبان (به ژاپنی: 看板) یک سیستم زمان‌بندی برای رویکردهای تولید ناب و ساخت هم‌زمان است. سیستم کانبان توسط تای‌ایچی اونو، یک مهندس صنایع ژاپنی فعال در شرکت خودروسازی تویوتا، با هدف بهبود کارایی در تولید، توسعه داده شد.
کانبان یکی از روش‌های دستیابی به نگرش تولید به‌موقع است. این سیستم در واقع نام خود را از کارت‌هایی گرفته‌است، که در کارخانجات تویوتا، برای رهگیری فرایند تولید مورد استفاده قرار می‌گیرند. امروزه سیستم کانبان به‌عنوان ابزاری برای پشتیبانی در زمان اجرای سیستم‌های تولید، تبدیل شده‌است.